# 多哥国徽
多哥國徽啟用於1962年3月14日，為盾徽，金地、黑邊，以紅字書有國名的縮寫。盾上方有兩面國旗，兩側由持弓箭的紅色獅子守護。上方綬帶書以國家格言“工作，自由，祖国”。